# ميت بيرجمان
ميت بيرجمان (بالنرويجية البوكمول: Mette Bergmann)‏ هي منافسة ألعاب القوى نرويجية، ولدت في 9 نوفمبر 1962 في Kråkerøy ‏ في النرويج.

## وصلات خارجية
- ميت بيرجمان على موقع الاتحاد الدولي لألعاب القوى (الإنجليزية)
- ميت بيرجمان على موقع اللجنة الأولمبية الدولية (الإنجليزية)
- ميت بيرجمان على موقع أوليمبيديا (الإنجليزية)